# Francesc Santcliment
Francesc Santcliment (* 15. Jahrhundert; † 15. Jahrhundert oder 16. Jahrhundert) war ein katalanischer Verfasser von Rechenbüchern im 15. Jahrhundert.
Über sein Leben ist fast nichts bekannt. Von ihm sind zwei Werke bekannt. Die Suma de la Art d’Arismètica, die 1482 bei Pere Posa in Barcelona veröffentlicht wurde. Ein Exemplar dieses Rechenbuchs ist in der Biblioteca de Catalunya erhalten. Außerdem El Compilatió de Arismética sobre la Arte Mercantivol, ein Rechenbuch für Kaufleute, das in spanischer Sprache (kastilisch) in Saragossa 1486 veröffentlicht wurde bei Pau Hurus (Paulus de Konstanz). Ein Exemplar ist in der Bibliothek der Universität Cagliari erhalten.
Das Buch von 1482 ist das erste gedruckte Rechenbuch auf der Iberischen Halbinsel und eines der frühesten Rechenbücher überhaupt. Möglicherweise ist es auch das zweitälteste gedruckte Rechenbuch nach der Treviso-Arithmetik von 1478. In Deutschland gibt es aus dieser Zeit das Bamberger Rechenbuch von Ulrich Wagner (1483) und das ältere Bamberger Blockbuch.
Sein Rechenbuch enthält auch für Kaufleute nützliche Informationen über Zölle, Münzen und Preise.

## Schriften
- Antoni Malet (Herausgeber): La Summa de l’art d’Aritmètica de Francesc Santcliment (1482). EUMO, Barcelona 1998.